# Ніське-Велике
Ніське-Велике (пол. Niskie Wielkie) — село в Польщі, у гміні Хожеле Пшасниського повіту Мазовецького воєводства.
Населення — 118 осіб (2011).
У 1975-1998 роках село належало до Остроленцького воєводства.

## Демографія
Демографічна структура станом на 31 березня 2011 року:
|          | Загалом | Допрацездатний вік | Працездатний вік | Постпрацездатний вік |
| -------- | ------- | ------------------ | ---------------- | -------------------- |
| Чоловіки | 63      | 12                 | 39               | 12                   |
| Жінки    | 55      | 10                 | 29               | 16                   |
| Разом    | 118     | 22                 | 68               | 28                   |